# Cessna Skymaster

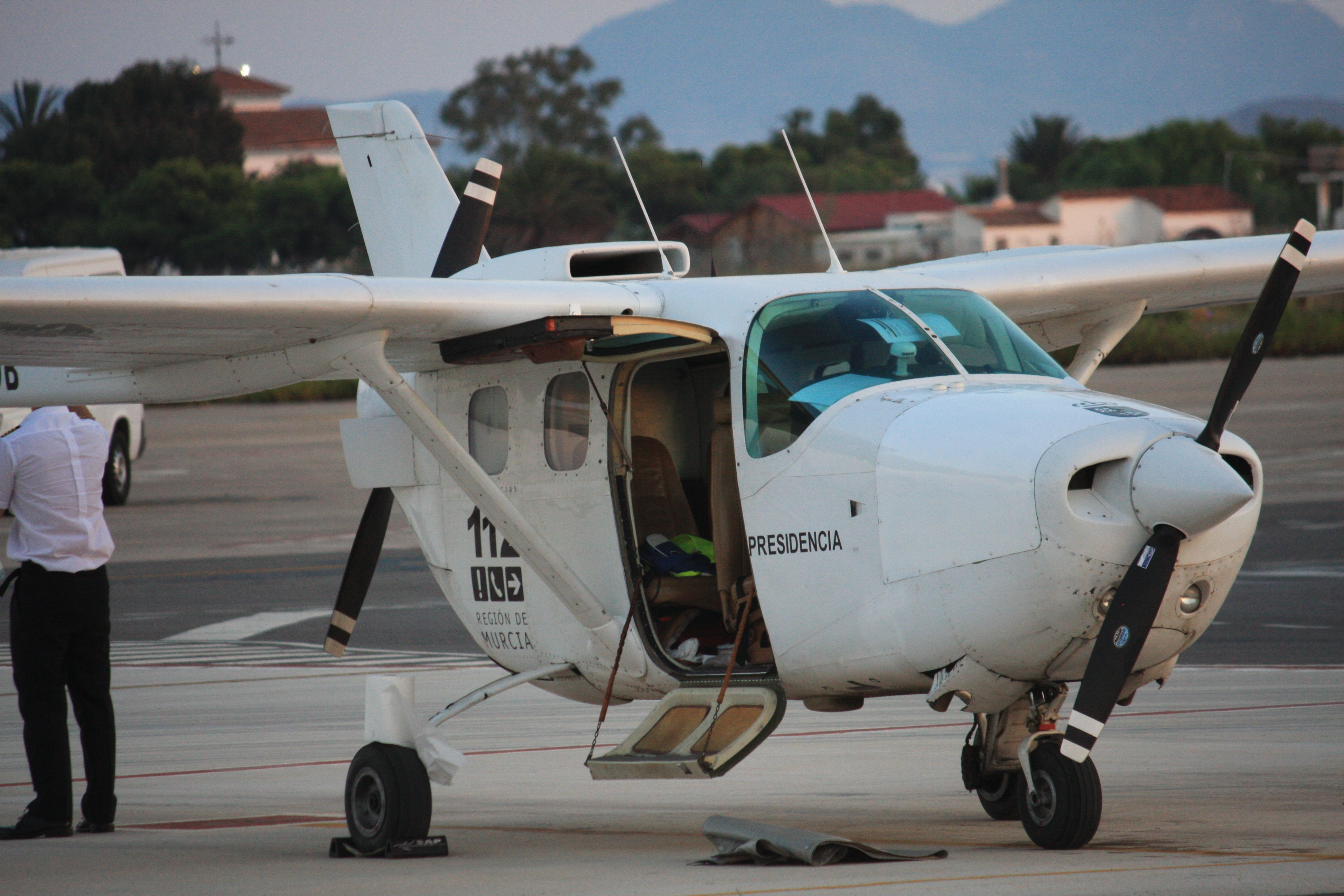
F337G Super Skymaster

De Cessna Skymaster, ook bekend als Cessna 336,  is een Amerikaans tweemotorig multifunctioneel hoogdekker vliegtuig met vijf zitplaatsen. De eerste vlucht was op 28 februari 1961. Het toestel is gebouwd in een duw-trek (push-pull) configuratie. De tweede motor met duwpropeller bevindt zich achter in de romp tussen de twee staartbomen. Achter op de staartbomen bevinden zich de twee verticale stuurvlakken, er tussenin het horizontale stuurvlak met hoogteroer. De combinatie van een in lijn geplaatste trek- en duwpropeller geeft de Skymaster een uniek geluid.
Er bestaat ook een grotere versie, de 337 Super Skymaster en de hiervan afgeleide militaire versie, de O-2 Skymaster.

## Ontwerp en historie
De eerste Skymaster, model 336, had een vast landinggestel. Tussen 1963 en 1964 zijn er 195 exemplaren geproduceerd. In 1965 introduceerde Cessna de model 337 Super Skymaster. Deze was uitgerust met sterkere motoren, een intrekbaar landingsgestel en een scoop luchtinlaat bovenop de romp (de ‘Super’ aanduiding is later uit de naam verdwenen). In 1966 werd de T337 versie met turbogeladen motor geïntroduceerd. In 1973 kwam de P337G met drukcabine op de markt. De productie eindigde in Amerika in 1982. Maar werd in Frankrijk voortgezet door Reims Aviation Industries.

### Vlieggedrag
Doordat de twee motoren in de hartlijn van de romp liggen en niet aan weerskanten onder de vleugels hangen, geeft het uitvallen van een motor bij de Skymaster geen draaimoment richting de stilstaande motor. Dit maakt het vliegen tijdens motoruitval eenvoudiger dan met een conventioneel tweemotorig vliegtuig. Uiteraard heeft het uitvallen van een motor wel consequenties voor het beschikbare vermogen en dus de snelheid en klimsnelheid.
De achterste motor heeft, zeker op warme dagen, minder koeling en kan dan tijdens het taxiën uitvallen door oververhitting. Als de piloot dit niet opmerkt en de startbaan is te kort om alleen met de voorste motor (en dus met half vermogen) op te stijgen, ontstaat er een gevaarlijke situatie. Hetgeen in het verleden tot een aantal ongevallen heeft geleid.

## Varianten

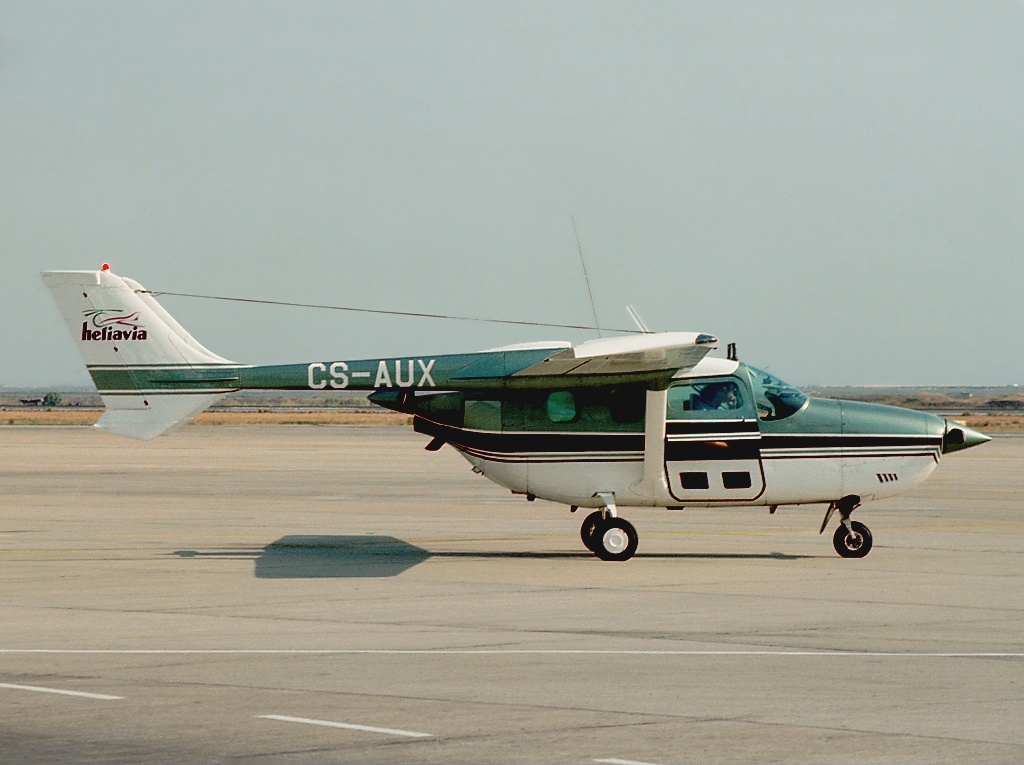
Reims Skymaster met drukcabine

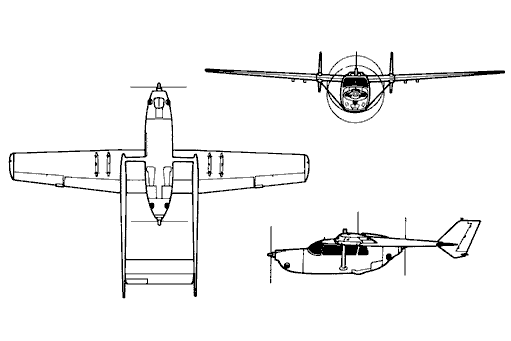
Skymaster O-2 tekening

327 Baby Skymaster
Verkleinde vierzitter versie van de 337 met vrijdragende vleugels. 1 prototype gebouwd.
336 Skymaster
Productieversie van de Skymaster met twee 195 pk (145 kW) Continental IO-360-A motoren.
337, 337 A-G Super Skymaster
Verbeterde versie met intrekbaar landingsgestel, scoop luchtinlaat en twee 210 pk (160 kW) Continental IO-360-C motoren.
T337B Turbo Super Skymaster (1967)
Model met twee Continental turbogeladen injectiemotoren van 210 pk (160 kW). Plafond verhoogd naar 10.000 m. Max. snelheid: 375 km/u, vliegbereik: 2640 km.
P337G, P337H Skymaster met drukcabine
Versie met drukcabine en turbogeladen motoren als optie.
337M
Militaire versie met aanduiding O-2 Skymaster. De O-2 Skymaster was de opvolger binnen het Amerikaanse leger van het Cessna O-1 Bird Dog verkennings- en verbindingsvliegtuig.
O-2A, O-2B
Militaire versies Skymaster.
O-2T
Militaire versies met turboprop motoren.
O-2TT
Militair verkenningstoestel met een aangepaste rompvoorkant waarin de zitplaatsen voor de piloot en waarnemer in tandem (achter elkaar) zijn geplaatst voor een beter zicht.

### Reims Cessna
F337 E-H, FT337G Super Skymaster
Gebouwd in Frankrijk door Reims Aviation.
FP337H Super Skymaster met drukcabine
Gebouwd in Frankrijk door Reims Aviation.
Lynx FTB337G Milirole
Militaire versie voor het Rhodesische leger met STOL aanpassingen en bevestigingspunten (hardpoints) voor bewapening.

## Conversies
Diverse Skymasters zijn omgebouwd naar een single turboprop vliegtuig waarbij een motor werd verwijderd en de andere vervangen: de Conroy Stolifter (STOL vrachtvliegtuig) en de Spectrum SA-550.
Tevens is de Skymaster gebruikt als basis voor een aantal bijzondere vliegtuigen en prototypes:
AVE Mizar
Vliegende auto uit 1971 waarbij het achterste gedeelte van een Skymaster (inclusief de duwpropeller) werd gecombineerd met een Ford Pinto.
VoltAero
Een in 2017 gestarte onderneming van elektrische vliegtuigen die een Skymaster gebruikt als testplatform voor haar nieuwe hybride 'VoltAero Cassio' toestel.
Ampaire Electric EEL
Een Skymaster omgebouwd tot een hybride vliegtuig, waarbij de achterste zuigermotor is vervangen door een elektrische motor. De eerste vlucht was op 6 juni 2019.